# Вараз-Тіроц II Багратуні
Вараз-Тіроц II Багратуні (вірм. Վարազ-Տիրոց Բ Բագրատունի; бл. 590 —645) — останній марзпан Перської Вірменії в 628 і 635—637 роках.

## Життєпис
Старший син Смбата IV, марзпана Перської Вірменії. Народився близько 590 року. Разом зі своїм братом Гаріхпетом він виріс при дворі перського шаха Хосрова II. Після підвищення батька до дарамаркара (молодшого міністра фінансів) отримав посаду чашника. 608 року відзначився у кампанії батька проти ефталітів, за що отримав почесне ім'я Явітен Хосров («Вічний Хосров»).
У 628 році долучився до заколоту проти Хосрова II, внаслідок чого того було повалено. В якості винагороди новий перський шах Кавад II призначив Багратуні марцпаном Вірменії з рангом аспет. Втім він незабаром посварився з марзпаном Кавказької Албанії і втік із родиною до візантійського імператора Іраклія у північній Месопотамії. За словами вірменського літописця Себеоса, імператор прийняв його з великими почестями, подарував цінні подарунки і «підняв його понад усіх патриціїв свого царства». Проте у 635 році долучився до змови вірменських нахарарів проти Іраклія з метою заміни того його сином Іоанном Аталаріхом. Змову було розкрито, а Вараз-Тіроц II втік до Персії, де зумів відновитися на посаду марзпана. Цьому також сприяли внутрішній розгардіяш та боротьба шахів з арабами-мусульманами.
637 року Вараз-Тіроц Багратуні зазнав поразки від мусульманського війська в битві біля Джалулі, яке захопило вірменське марзпанство. Вимушений був рятуватися в Візантії, де його було схоплено й заслано до Африканського екзархату.
У 641 році перед смертю Іраклій помилував Багратуні і змусив свого наступника Костянтина III поклястися, що він поверне Вара-Тіроца з заслання. Це сталося 645 року. Невдовзі Багратуні повернувся до Вірменії, отримавши титули куропалата і ішхана Вірменії замість Теодороса Рштуні. Невдовзі Вараз-Тіроц II Багратуні захворів та помер.